# Saalen
Saalen (ladinisch Sāres) ist eine Fraktion von St. Lorenzen in Südtirol in Italien.
Sie hat etwa 50 Einwohner und ist stark ländlich geprägt. Die Wallfahrtskirche Maria Saalen liegt auf 978 m s.l.m.

## Geschichte
Erstmals urkundlich erwähnt wird Saalen im Jahre 893 zusammen mit Onach und Ellen sowie 1039 als „Salarapach“ (Saalerbach).

## Sehenswürdigkeiten

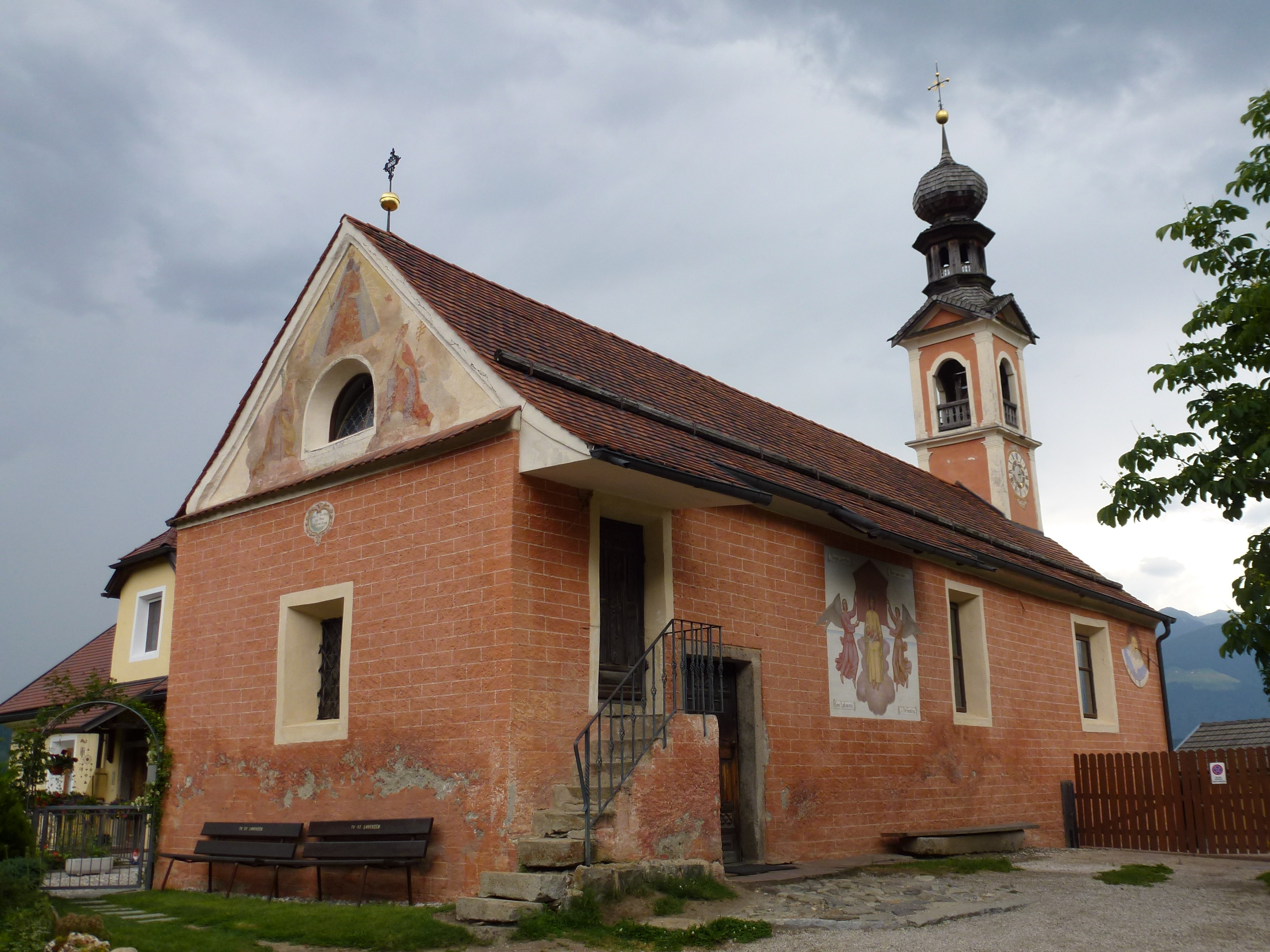
Die Wallfahrtskirche „Maria Saalen“

- Die Wallfahrtskirche Maria Saalen wurde im Jahre 1653 erbaut. Sehenswert ist vor allem die schwarze Muttergottes mit dem Christuskind. Die Kirche wurde zum beliebtesten Wallfahrtsort des mittleren Pustertales. Offiziell nennt sie sich Unsere Liebe Frau von Loreto und war vormals eine Einsiedelei. Am Altar ist unter dem Giebel die Verkündigung Maria zu sehen und darunter die schwarze Madonna mit ihrem Kind.
- Beim Hof Pfaffenberg liegt ein Bildstock, genannt das „Pfaffenberger Stöckl“.

## Tourismus
- Der Gschliererhof bildet das geografische Ende der Gemeinde St. Lorenzen sowie die Sprachgrenze zwischen dem Gebiet der deutschen und der ladinischen Sprache. Als Grenzlinie gilt der Pfaffenberger Bach oder auch Gschlierer Bach. Die ersten Höfe innerhalb des ladinischen Sprachraums sind der Palfrader Hof und der Landgasthof Oberpalfrad.

## Höfe
- Fast alle Einwohner von Saalen wohnen auf oder bewirtschaften Bergbauernhöfe. Diese sind der Saaler Wirt, der Gasteiger, der Krinner, der Winkler, der Obwegiser, der Saalbacher, der Obersteiner, der Unter- und Oberpfaffenberger und der Gschliererhof. Der Winkler, der Krinner und der Gschliererhof bieten auch Urlaub auf dem Bauernhof an, der Saaler Wirt betreibt einen Gasthof.